# Eduardo Ripoll Perelló
Eduardo Ripoll Perelló (Tarragona, 23 de mayo de 1923-Barcelona, 28 de marzo de 2006) fue un prehistoriador y arqueólogo español.

## Biografía
Estudió en el Institut de Paléontologie Humaine de París entre 1950 y 1951 con el abate Breuil y se doctora en 1956 en la Universidad de Barcelona dirigido por Lluís Pericot. Llega a conservador adjunto del Museo Arqueológico de Barcelona en 1947 y permanece en el puesto hasta 1952. Más adelante, entre 1961 y 1980 lo hace como conservador y director. Posteriormente dirige otro museo catalán, el Museo Monográfico de Ampurias. Entre 1981 y 1986 fue director del Museo Arqueológico Nacional.
Trabajó en las excavaciones de Ampurias y la cueva de Ambrosio en Vélez-Blanco, y fue especialista en las culturas paleolíticas y la pintura rupestre de las zonas cantábrica y catalana. Parte de su trabajo se centró, también, en los íberos y en las colonias griegas de Cataluña.
Fue profesor agregado de prehistoria de la Universidad Autónoma de Barcelona entre 1968 y 1980 y catedrático de la Universidad Nacional de Educación a Distancia (UNED) desde 1981.
Participó en distinto grado en distintas instituciones, como en la Real Academia de las Buenas Letras de Barcelona de 1996 a 2006 como presidente y miembro del Instituto Arqueológico Alemán, de la Union Internationale des Sciences Préhistoriques et Protohistoriques y de la Real Academia Catalana de Bellas Artes de San Jorge.
Padre, del también prehistoriador, Sergio Ripoll López, quien continuó su trabajo en la cueva de Ambrosio, hasta el descubrimiento de pinturas rupestres paleolíticas que pudieron ser datadas por su singularidad arqueológica al estar cubiertas por estratos datables.

## Obra
Eduardo Ripoll tiene una extensa obra, tanto de artículos de revistas científicas como de obras propias y colectivas:
- Miscelánea en homenaje al Abate Henri Breuil (1964 y 1965)
- El paleolítico medio en Cataluña, con H. de Lumley (1965)
- La cueva de las Monedas de Puente Viesgo (Santander) (1972)
- Ripoll Perelló, Eduardo (197?). Guía:Las cuevas del Monte del Castillo. Patronato de las Cuevas Prehistóricas de Santander. Dirección General del Patrimonio Artístico y Cultural. Dep. Legal B. 28212-XX.
- Miscelánea Arqueológica. XXV aniversario de los Cursos de Prehistoria y Arqueología de Ampurias (1974), con M. Llongueras
- Olèrdola: història de la ciutat i guia del conjunt monumental i Museu monogràfic (1977)
- Els orígens de la ciutat romana d'Empúries (1978)
- Sobre els orígens i significat de l'art paleolític (1981)
- Els grecs a Catalunya (1983)
- Ripoll Perelló, Eduardo (1994). El Abate Henri Breuil (1877–1961). Madrid: Universidad Nacional de Educación a Distancia. ISBN 84-362-3084-1.
- El arte de los cazadores paleolíticos (2002)